# قيثارة جهيرة
القيثارة الجهيرة (بالإنجليزية: Bass guitar)‏ هي آلة موسيقية وترية تعزف بالأصابع أو الإبهام أو ريشة النقر وتشبه في المظهر الغيتار الصوتي والكهربائي. غيتار البيس يشبه الغيتار الكهربائي إلى حد كبير من حيث التركيب ولكن بحجم أكبر وطول أكبر بأربع أو خمس أو ست أوتار أو مسارات، كما يتميز بحدته المنخفضة ويوصل عادة غيتار البيس مع مضخم. منذ وسط عقد 1950 عوض غيتار البيس الكمان الأجهر بشكل كبير في الموسيقى الشائعة.

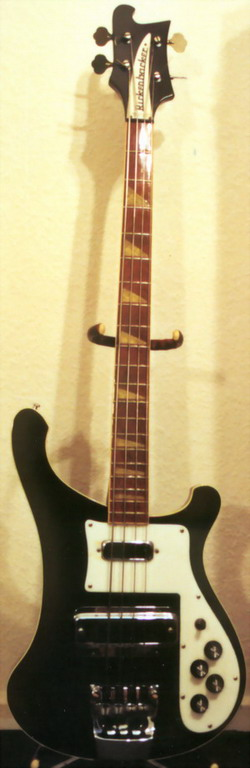
غيتار بيس